# Florian Dorfner

Florian Dorfner

Andreas Florian Dorfner (* 21. Februar 1802 in Hirschau; † 17. November 1878 in Amberg) war ein bayerischer Gutsbesitzer, Bierbrauer und Politiker.

## Leben
Florian Dorfner lernte das Handwerk eines Riemerers und machte eine Ausbildung zum Bierbrauer. Am 20. April 1825 heiratete er die Müllerstochter Barbara Trösch, mit ihr hatte er zwölf Kinder, wovon neun in den ersten Lebensjahren starben. Das Bürgermeisteramt in Hirschau übte Florian Dorfner von 1846 bis 1850 aus. Von Februar 1845 bis 1848 gehörte er als Abgeordneter der Klasse V (Landeigentümer ohne Gerichtsbarkeit) in der Kammer der Abgeordneten der ersten gewählten Bayerischen Ständeversammlung an.
Sein Bruder Martin war ebenfalls Abgeordneter.

## Wirtschaftliche Tätigkeit
1825 vermachte Florians Vater seinem Sohn die 1819 von ihm erbaute Brauerei, das Pflegschloss samt Nebengebäuden sowie 163 Tagwerk Grund. Bis zum Jahr 1839 kaufte Florian Dorfner weitere 381 Tagwerk dazu.
1825 übernahm er zusammen mit seinen Brüdern die Ziegelhütte seines Vaters. 1842 baute er sich eine eigene Ziegelei, in der er feuerfeste Ziegel für Hoch- und Buttlingsöfen herstellte. 1863 verkaufte er die Hütte an einen Neffen.
Am 9. Dezember 1843 kaufte Dorfner das Hammergut Holzhammer von Josef Widmann für 50000 Gulden. Neben dem Schloss erwarb Dorfner für diese Summe ein Bräuhaus, einen Zainhammer, eine Schneidsäge, eine Hammermühle, ein Wirtshaus, ein Kellerhaus, verschiedene Wohnhäuser, Stallungen und andere Nebengebäude. Dazu kamen Grundstücke, welche zusammen mit den Gebäuden 600 Tagwerk einnahmen.
1849 erwarb er das Landgut Rupprechtsreuth, das er in den folgenden Jahren nach und nach wieder verkaufte. 1855 schließlich kaufte er das Gut Theuern. Die zu Holzhammer und Theuern gehörenden kleinen Hochöfen mit Holzkohlenfeuerung nutzte Florian Dorfner zur Herstellung von Roheisen.

## Forster-Dorfner'sche Spital- und Krankenhausstiftung
In Hirschau gab es 1854 zwei Stiftungen. Die Almosen- und Armenkrankenhausstiftung bestand bereits vor 1655. Dem Willen seiner verstorbenen Mutter folgend gründete der Prior des Klosters Prüfening Johannes Qualbertus Forster am 9. Juli 1692 die Forstersche Spitalstiftung. Verwaltet wurden die beiden Stiftungen im 19. Jahrhundert von einer Person. Auf Grund von 1854 vermehrt auftretender Cholerafälle wurden die Gemeinden von der Regierung aufgefordert, geeignete Pflege für die Kranken zu schaffen. Die beiden bestehenden Stiftungen konnten die notwendigen Mittel dazu nicht aufbringen. Daher stiftete Florian Dorfner am 25. August 1854 eines seiner Häuser und ließ es für 5000 Gulden zum Krankenhaus umbauen. Wegen rechtlicher Probleme konnten die drei Stiftungen erst 1856 zur Forster- und Dorfnerschen Spital- und Krankenhausstiftung zusammengefasst werden. Von den 1856 vorhandenen 23800 Gulden stammten 5300 Gulden aus der Almosenstiftung, 9200 Gulden aus der Forsterschen Stiftung und 9300 Gulden aus der Dorfnerschen Stiftung. 1856 fand das Krankenhaus erstmals Verwendung, 1857 wurde es eingeweiht. Nach einer weiteren größeren Stiftung wurde zeitweise der Name Forster-Dorfner-Dr. Flügelsche Spital-, Krankenhaus- und Kinderasylstiftung verwendet.

## Anmerkung
1. ↑  
Im Taufmatrikel von Hirschau trug der Pfarrer den 22. Februar als Tauftag an, siehe Quelle Matricula Online. Der 21. Februar aus der Quelle Ernstberger entstammt dem familiären Umfeld und dürfte daher das richtige Datum für die Geburt sein.

| Personendaten    | Personendaten         |
| ---------------- | --------------------- |
| NAME             | Dorfner, Florian      |
| KURZBESCHREIBUNG | bayerischer Politiker |
| GEBURTSDATUM     | 21. Februar 1802      |
| GEBURTSORT       | Hirschau              |
| STERBEDATUM      | 17. November 1878     |
| STERBEORT        | Amberg                |